# Mosquée al-Mabrak de Bosra
La mosquée al-Mabrak (Jamiʻ al-Mabrak) à Bosra, en Syrie est construite durant la période islamique ancienne. On ne connait pas la date de fondation précise mais on estime qu’elle fut parmi les premières mosquées du début de l’islam. Une inscription coufique gravée sur le mihrab de la mosquée permet de le dater du début du califat omeyyade. De plus, la présence d'inscriptions datées de 888 et 890 sont la marque de possibles restaurations ou constructions. La mosquée existait donc avant le IXe siècle. 

## Histoire
Cette mosquée, assez peu documentée, est principalement mentionnée dans les sources à propos du voyage que le prophète Mahomet aurait accompli à Bosra dans sa jeunesse.
La mosquée tient son nom d’une légende : « Mabrak al-Naqa » signifie « le lieu où la chamelle s'agenouilla ». Le premier exemplaire du Coran amené en Syrie aurait reposé dans cette mosquée, amené par un chameau. Dans le monument, une pierre située en avant du mihrab porte des traces en creux comme celles que laissent dans le sable les chameaux agenouillés. Cette histoire inscrite dans le folklore à travers les contes populaires et dans les récits de pèlerinage, n'est qu'une légende et de nombreux auteurs arabes médiévaux ne mentionnent pas de chameau dans leurs écrits. Ceux-ci se contentent d'évoquer le séjour de Muhammad à Bosra et l’annonce de son destin de prophète par le moine Bahîra. 
En lien avec la place particulière qu’elle occupe dans les traditions islamiques, cette mosquée devint un centre de connaissance important.

## Architecture
L’architecture de la mosquée al-Mabrak se caractérise par la simplicité originale et la beauté des premières architectures islamiques. Le mihrab marque l’espace où le chameau aurait reposé.  Le mur nord de la salle de prière est un exemple parfait de l’utilisation du style romain/byzantin et de son utilisation islamique.
Autrefois à ciel ouvert, le sanctuaire est agrandi par le général Abû Mansûr Kumushtakîn en 1136. Ainsi, le bâtiment est complété d’un lieu d'enseignement, une madrasa Hanafi. Le bâtiment continue de s’agrandir puisque l’on constate le sur-élévement de la petite salle de prière. Des petites cours en avant des salles de prières furent restructurées au XIIIe siècle ainsi que l’aile est. Celle-ci adopte un plan cruciforme, certainement en lien avec le plan des madrasas qui émergent pendant la période de revivification du sunnisme en Syrie, période de l'histoire de l'islam marquée par un retour en force du sunnisme et la volonté de combattre le courant chiite. Cette période est également connu sous l’expression « sunni revival ». Enfin, un minaret, à la forme inspiré de celui de la grande de Bosra, est construit à la même époque. L’époque mamelouke, au XIVe siècle, voit l'édification d'un mur de séparation entre la salle de prière ouest et la cour. Il présente des blocs aux couleurs contrastées.

## Restaurations
Le bon état de conservation du monument s’explique d’un côté par sa construction massive, de l’autre par le fait que la madrasa fut transformée au XIXe siècle en mausolée de Muhammad Pasha, un des fils du vice-roi d’Égypte. La coupole au-dessus de la cour fut restaurée, le sol des iwans latéraux notablement surélevé et les murs intérieurs reçurent un nouvel enduit. Il faut aussi attribuer à cette restauration le décor en stuc du mihrab. La coupole avait déjà entièrement disparu au début du XXe siècle. De graves dégâts dans la construction furent réparés dans les années 1960. Une restauration systématique effectuée en 1986-1989 par l’Institut archéologique allemand en partenariat avec le département des antiquités syriennes, a de nouveau rendu possible l’utilisation de l’édifice pour le culte.
On peut trouver sur le site Syrian Heritage Archive, initiative du musée d’art islamique de Berlin pour la préservation du patrimoine syrien, des photographies de la mosquée avant les restaurations.